# Gobernación de Kasserine
La Gobernación de Kasserine (en árabe: ولاية القصرين) es una de las veinticuatro gobernaciones de Túnez. Está situada en el centro-oeste de Túnez, y hace frontera con Argelia. Cubre un área de 8.066 km² (el 4,9 % de la superficie del país) y tiene una población de 439.243 habitantes, según el censo de 2014. La capital es Kasserine.
Primeramente se llamó Gobernación de Sbeïtla, pues era en esta ciudad donde se encontrada la sede de la Gobernación. Como tal, la Gobernación de Kasserine fue creada el 21 de junio de 1956.

## Delegaciones con población en abril de 2014
- El Ayoun 19,211
- Ezzouhour 21,819
- Fériana 51,455
- Foussana 41,447
- Haïdra 9,762
- Hassi El Ferid 19,400
- Jedelienne 12,297
- Kasserine Nord 65,322
- Kasserine Sud 21,653
- Majel Bel Abbès 23,315
- Sbeïtla 75,245
- Sbiba 41,189
- Thala 37,128

## Geografía
La Gobernación de Kasserine limita con las gobernaciones de El Kef y Siliana, al norte; de Sidi Bouzid, al este; de Gafsa, al sur; y con Argelia, con 220 km de frontera, al oeste.
Todo el norte del territorio está cruzado por los pliegues de la Dorsal tunecina. Entre ellos destacan los montes Chambi, donde se encuentra el pico homónimo (1.544 m), que es la cumbre mayor de Tunicia. En ellos se ha creado el parque nacional de Chambi, uno de los ocho Parques Nacionales de Tunicia.
La temperatura oscila entre los 2 y 12 °C, en invierno, y los 30 y 40 °C, en verano. La pluviometría anual media es de 335 milímetros.
Administrativamente, la Gobernación de Kasserine se divide en 13 delegaciones, 10 municipios, 6 consejos rurales y 106 imadas.

## Delegaciones
- Elayoun
- Ezzouhour
- Fériana
- Foussana
- Haïdra
- Hassi El Ferid
- Jedliane
- Kasserine Norte
- Kasserine Sur
- Magel Bel Abbès
- Sbiba
- Sbeitla (Sbeïtla)
- Thala

## Municipios
- Fériana
- Foussana
- Haïdra
- Jedliane o Jedelienne
- Kasserine
- Mejen Bel Abbès
- Sbeitla o Sbeïtla
- Sbiba
- Thala
- Telepte

## Economía
La población activa ocupada representa el 20,3% del conjunto de la población. De ella, el 26,8% trabaja en la agricultura y el 4% en la artesanía. La arboricultura y la horticultura ocupan superficies importantes del suelo.
La región cuenta con 24 unidades industriales y 2 empresas con participación extranjera operan en los sectores de la industria, del turismo, la agricultura y los servicios. La gobernación es rica en materias primas. Posee también una importante superficie dedicada al esparto (170 000 ha), y es rica en piedra de mármol, arenisca, arcilla y caliza.
- Datos: Q388047
- Multimedia: Kasserine Governorate / Q388047